# Motukaika (rivière)
La rivière Motukaika  (en anglais : Motukaika River ) est un cours d’eau du sud de la région de  Canterbury dans l’Île du Sud de la Nouvelle-Zélande.

## Géographie
Elle s’écoule vers l’est , atteignant le fleuve Pareora près du petit village de Motukaika, à 18 km à l’ouest de la ville de Timaru.
(en) Land Information New Zealand, « détail emplacement: Motukaika (rivière) », sur New Zealand Gazetteer